# Evert Rozema

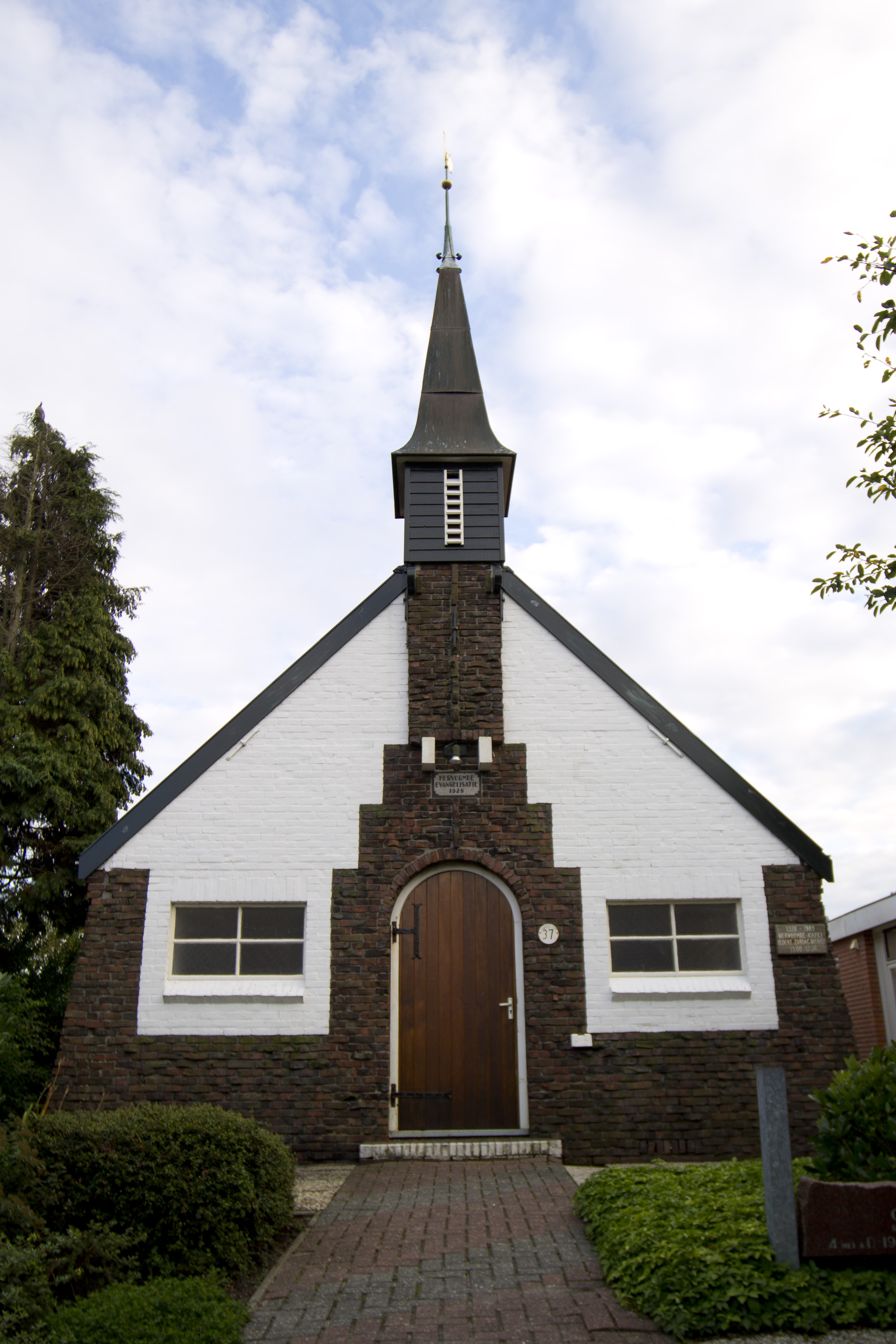
Kerk van Tjuchem (1928).

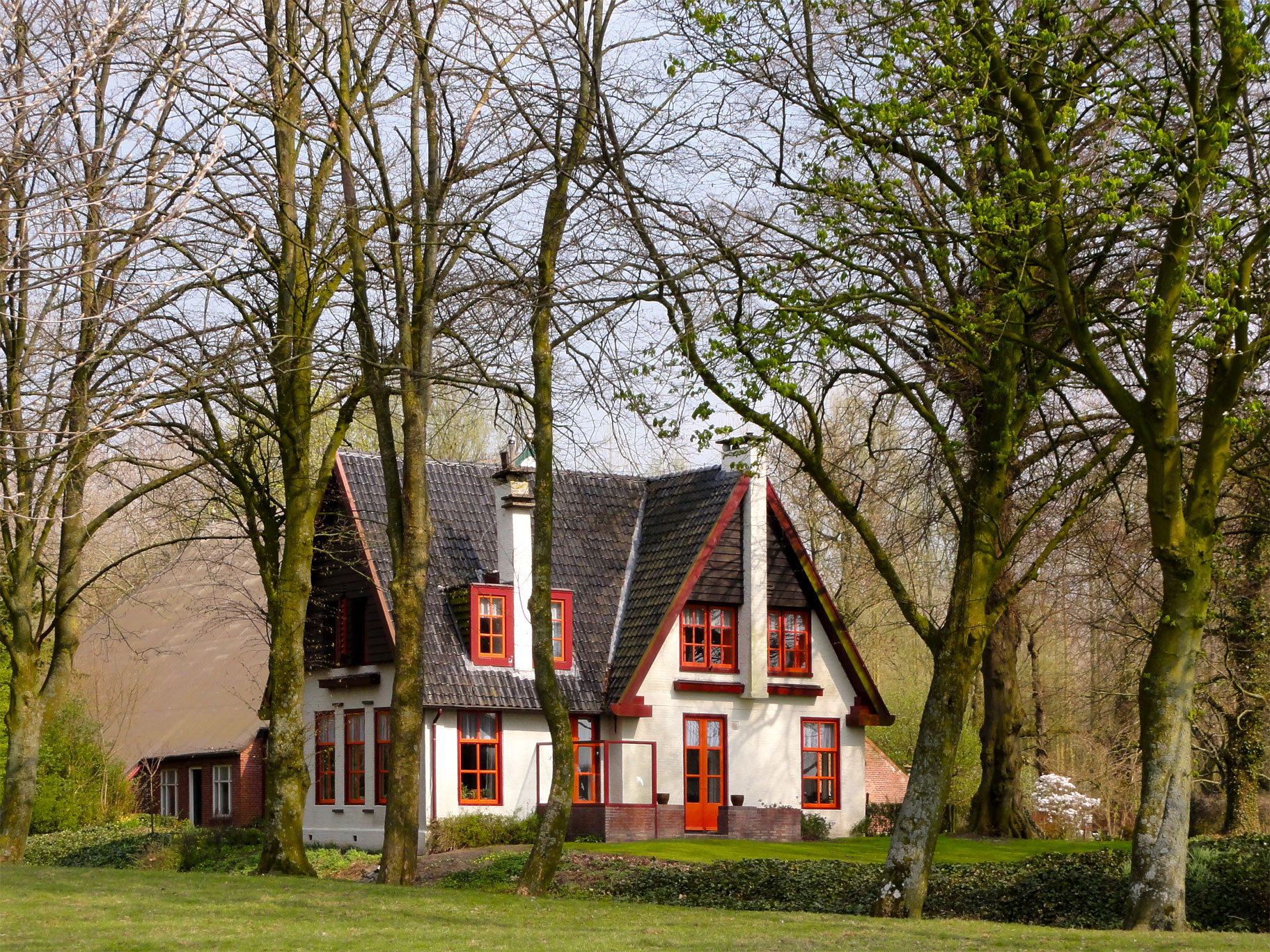
Villaboerderij aan de Omtadaweg 6 bij 't Zandt (1927).

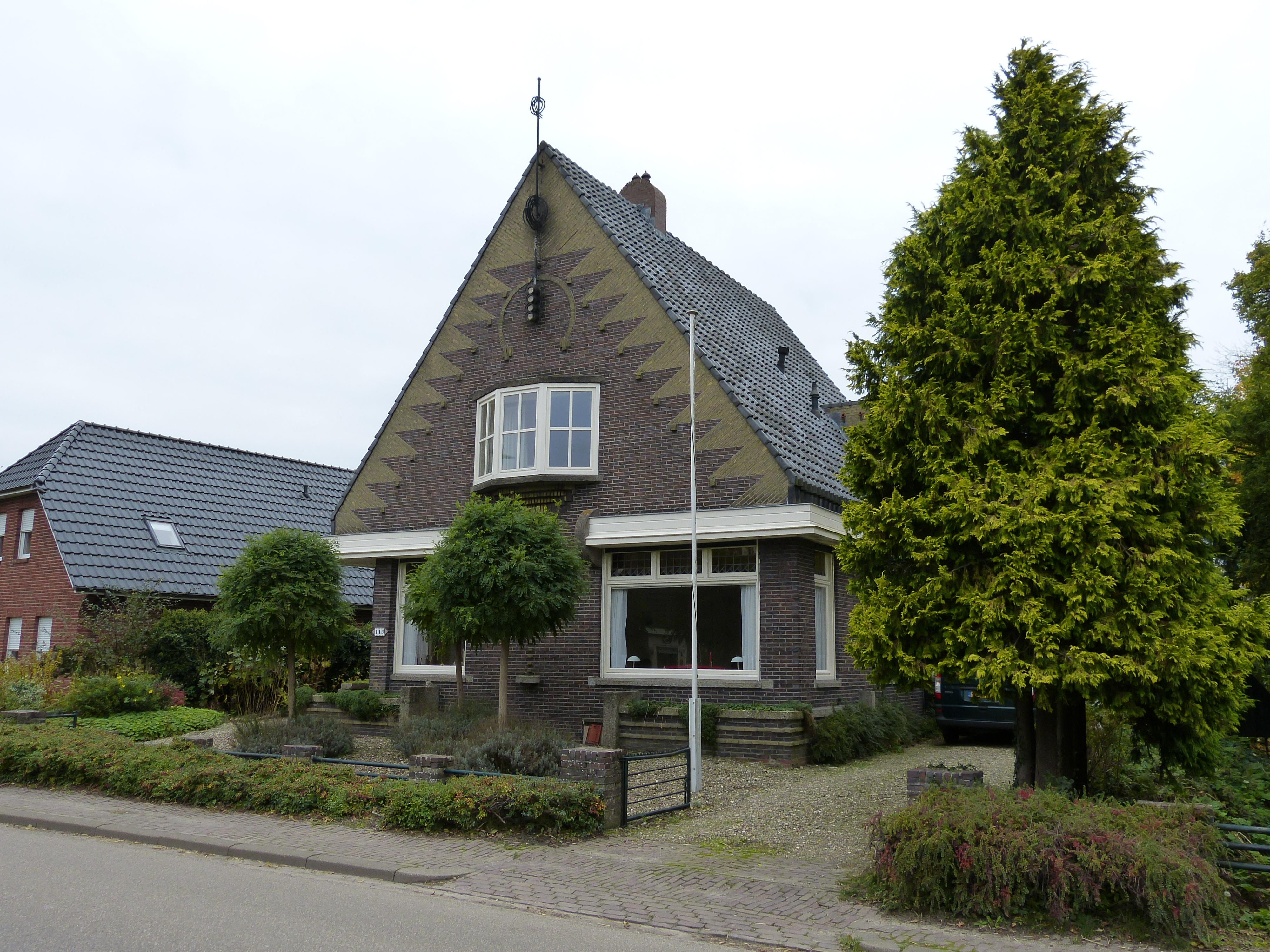
Woning in Nieuwolda (1930).

Evert Rozema (Loppersum, 10 juli 1892 - Groningen, 22 december 1964) was een Nederlandse architect, die vooral werkzaam was in de provincie Groningen.

## Leven en werk
Evert Rozema's ouders waren Harm Rozema (1865-1934), opzichter, aannemer en architect, en Antje Wiersma (1865-1943). Hij werd van 1909 tot 1914 in de stad Groningen opgeleid tot bouwkundig tekenaar door architect Lucas Drewes, die hem klaarstoomde voor het examen van bouwkundig opzichter. Na een korte periode bij een Haarlemse architect in 1914 verving hij zijn vader als bouwopzichter bij het waterschap Fivelingo.
In 1919 vertrok hij naar Nederlands-Indië en trad in dienst bij de architecten J.J. Job en H.Th. Sprey in Soerabaja. Tot zijn ontwerpen in die stad behoren een villa en een landhuis, beide in 1921, en het beursgebouw met kantoor voor de Internationale Crediet- en Handelsvereeniging in 1922.
In 1922 keerde hij terug naar Nederland om te gaan werken bij Eduard Cuypers in Amsterdam, maar al na een jaar vestigde hij zich zelfstandig in Appingedam. Daar ontwikkelde hij zich tot een zeer productief architect die in zeven jaar tijd ruim 180 bouwwerken ontwierp. Hij werd een prominent vertegenwoordiger van de Groninger variant van de bouwstijl van de  Amsterdamse School: regionale architecten die in hun werk een eigen vorm van expressie hadden gevonden, onder meer dankzij hun contacten met kunstenaars van De Ploeg.
Veel villa's, middenstandswoningen en winkelpanden staan op zijn naam en hij was de architect van zuivelfabrieken in Farmsum (1925) en Noordbroek (1926), de Vrijzinnig Hervormde kerk (het Singelkerkje) in Delfzijl (1926) en de Hervormde Kapel in Tjuchem (1928). Ook ontwierp hij het (gesloopte) kantoorgebouw en de bijbehorende (nog wel aanwezige) directeurswoning van de Damster Auto-Maatschappij (1929) aan de Wijkstraat en zijn eigen woning Roema Poetih ("Het witte huis") aan de Westersingel, beide in Appingedam. De architect David Adriaan Emaar leerde het vak bij hem. 
In 1930 werd Rozema benoemd tot gemeentearchitect van Appingedam. Zijn eigen architectenbureau werd voortgezet door zijn twaalf jaar jongere broer Pieter Rozema (1904-1956), die daarbij samenwerkte met Kornelius Westerman te Finsterwolde. Evert Rozema ontwierp in 1939 het uitbreidingsplan van Appingedam, evenals 29 woningen voor de woningstichting Patrimonium. 
Na de bevrijding werd hij weer zelfstandig architect te Appingedam, de eerste jaren (tot 1948) in samenwerking met de Delfzijlster architect W.P. Delken. Tot zijn vele opdrachten in de wijde omgeving van zijn woonplaats behoorde een uitbreiding van het psychiatrisch complex Groot Bronswijk in Wagenborgen. Hij werkte in 1955 eenmalig samen met Willem Reitsema bij het ontwerp voor hotel Mercurius in Leens. 
Evert Rozema overleed op 72-jarige leeftijd te Groningen. Hij werd bijgezet op de begraafplaats Rusthof in Appingedam.

## Persoonlijk
- Evert Rozema was twee keer getrouwd. In 1919 huwde hij Jantina Hillechina Nienhuis (1897-1928), onderwijzeres uit Veendam. Na haar overlijden hertrouwde hij in 1929 met Sijke Bosma (1897-1991), van beroep huishoudster, uit Kollum.
- Rozema was ook kunstschilder. Hij volgde lessen bij Johan Dijkstra, lid van het Groninger kunstenaarscollectief De Ploeg.
- De schrijfster Hedda Martens is zijn kleindochter, via dochter Margaretha Antje Rozema en H.H. Plantenga.